# Acotaciones
Acotaciones  es una revista semestral de investigación y la creación teatral editada desde 1998 por la Real Escuela Superior de Arte Dramático (RESAD) y la Editorial Fundamentos. 
Su título proviene del sentido que el término acotación tiene en el argot teatral: las acotaciones son las sugerencias que el autor da al director y a los actores para que interpreten de una manera específica un determinado pasaje de la obra, pudiendo así orientar sobre la actitud que debe adoptar quien representa a un personaje o el movimiento de los actores. 
La revista fue impulsada por Ricardo Doménech, catedrático entonces de Dramaturgia de la RESAD; entre sus directores puede nombrarse a Pedro Víllora, y desde el año 2011 a Fernando Doménech.
- Datos: Q5656798